# Northwest Los Angeles

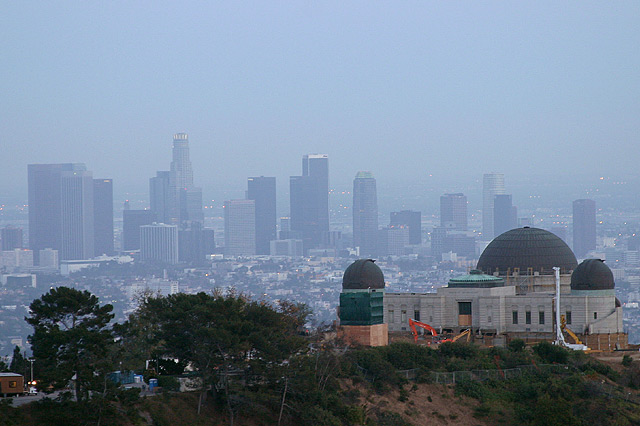
Griffith Park, il parco pubblico più grande della regione.

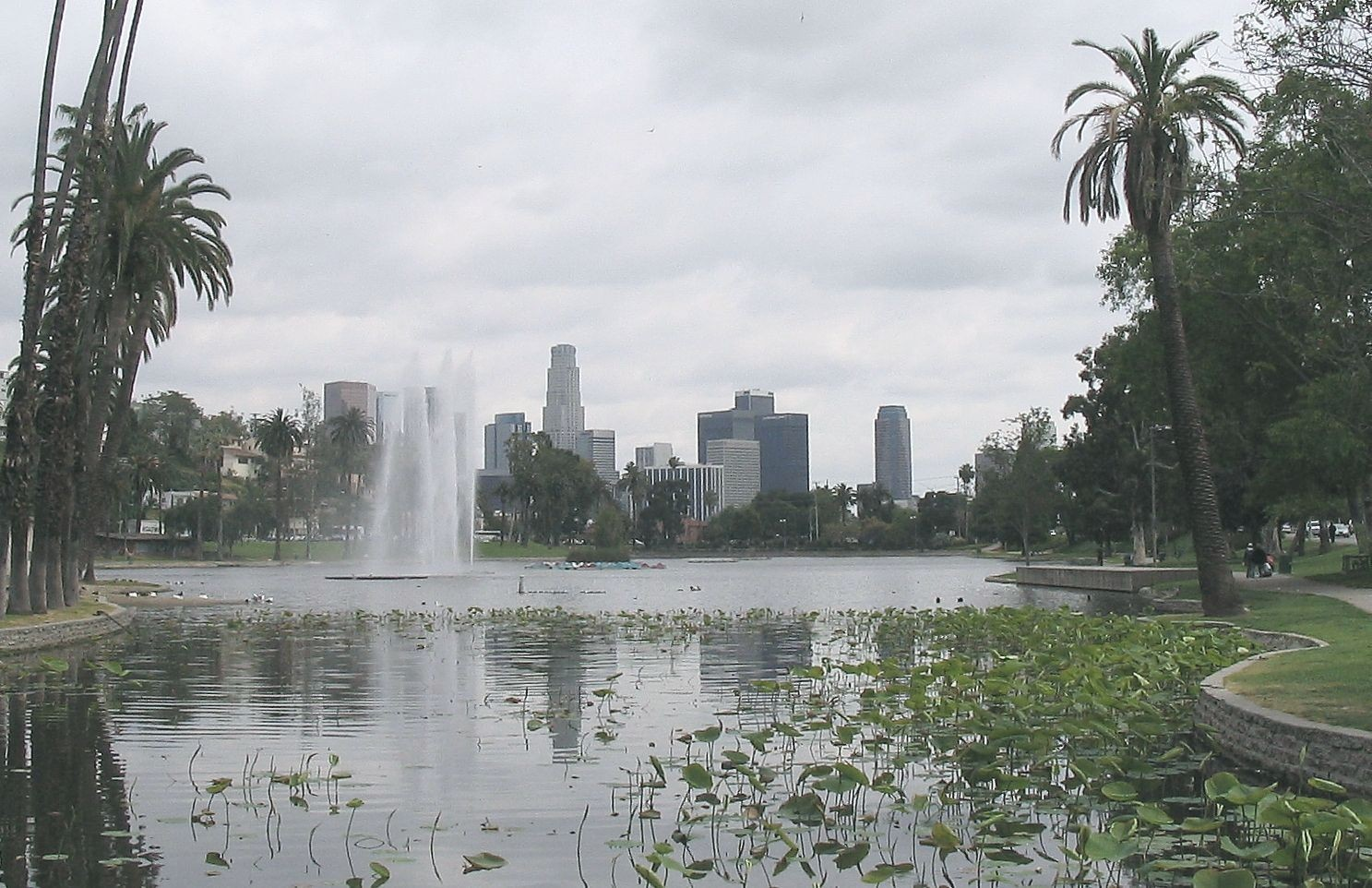
L'Eco Lake a Eco Park

Northwest Los Angeles (chiamata a volte Northwest of Downtown) è una regione della città di Los Angeles che racchiude i distretti dell'area centrale di Los Angeles che si trovano a nord e ad ovest rispetto al centro della città.
Tipicamente viene utilizzato il nome individuale dei distretti piuttosto che usare il termine collettivo di Northwest Los Angeles. L'area ospita i parchi pubblici più grandi della città e offre molteplici opportunità ricreative.
Il quartiere di Los Feliz e parte di Silver Lake sono sempre stati costosi e abitati dalle celebrità di Hollywood. A partire dagli anni '90 gli altri quartieri di quest'area hanno subito processi di Gentrificazione  .
I quartieri appartenenti a questa regione sono:
- Angelino Heights
- Echo Park
- Elysian Heights
- Elysian Park
- Elysian Valley
- Historic Filipinotown
- Los Feliz
- Silver Lake
- Solano Canyon
- Sunset Junction
- Westlake